# Natho Henn
Nathalio Rodrigues Henn, mais conhecido como Natho Henn (Quaraí, 26 de dezembro de 1910 — Porto Alegre, 1º de agosto de 1958) foi um compositor, professor e pianista brasileiro.

## Biografia
Foi iniciado na música pela mãe e teve uma infância marcada pela pobreza, tendo de trabalhar muito cedo como pianista em clubes noturnos na cidade uruguaia de Artigas. Já mais crescido foi viver em Montevidéu, onde estudou com Willians Kokler, que fora um discípulo de Arthur Rubinstein, e depois completou sua formação com Eduardo Fabini, que despertou seu interesse pelo folclore regional.
Lecionou música em Quaraí e Livramento, onde fundou um conservatório. Em 1935, por ocasião das festividades do Centenário da Revolução Farroupilha em Porto Alegre, apresentou sua obra Páginas do Sul, de inspiração regionalista, que foi premiada pela Prefeitura e muito aplaudida pela crítica local. Estimulado pelo sucesso, decidiu fixar residência na capital, onde passou a dar recitais e obteve o cargo de fiscal do ensino musical da Secretaria da Educação. Também começou a dar aulas, formando intérpretes que mais tarde fariam renome, como Maly Weisenblum, Rachel Gutierrez e Roberto Szidon.
Na década de 1950 era "sobejamente conhecido" no estado, e até falecer ainda ministrava aulas particulares, dava recitais e concertos, e suas composições eram apresentadas com alguma frequência por solistas e pela Orquestra Sinfônica de Porto Alegre, sendo muito apreciadas. Fundou e dirigiu a Discoteca Pública do Estado do Rio Grande do Sul, onde organizava audições comentadas, além de participar da direção musical da Rádio da UFRGS.
Ao falecer em 1958 era figura consagrada no estado. Seu obituário no Jornal do Dia disse que era "dono de dotes invulgares", e "sempre recebera da crítica os mais entusiasmados elogios". Não tendo parentes próximos, seu espólio foi vendido em hasta pública e seu acervo musical em sua maioria foi disperso. A Divisão de Cultura do Estado, contudo, conseguiu conservar seu piano, alguns livros e algumas partituras originais.
Comemorando o primeiro aniversário do seu desaparecimento, em 1959 o Diário de Notícias publicou matéria de página inteira chamando-o de "lenda na vida musical do Rio Grande do Sul", o Theatro São Pedro inaugurou uma placa de bronze no seu saguão, e a Discoteca Pública foi batizada com seu nome, reconhecendo-se a sua virtuosidade como pianista, seu "entusiasmo e brilho" no magistério, seu "indiscutível mérito" como compositor e a "magnífica originalidade ao expressar as coisas de nossa terra e de nossa gente". Foi homenageado em 1962 pela Prefeitura de Porto Alegre com um festival musical e uma exposição, e no mesmo ano a Galeria de Arte de Porto Alegre instituiu um prêmio com seu nome para destacar professores de música notáveis. Na década de 1970 a PUCRS instituiu um concurso nacional de piano com seu nome. Seu nome também batiza ruas em Porto Alegre e Viamão.

## Obra
Estilisticamente pode ser descrito como um pós-romântico, mas aproveitou muito material do folclore do Rio Grande do Sul e não foi insensível a alguma influência modernista. Deixou obra pequena mas de interesse pela sua originalidade, dedicada basicamente ao piano, incluindo Tema com variações, Pastoral, Feitiço, A Carreta e Rolinha, algumas canções para voz e piano sobre textos de Edison Nequete, o bailado Lenda do Imembuí e o poema sinfônico Procissão de Nossa Senhora dos Navegantes. Armando Albuquerque, que revisou e anotou suas peças de piano, assim se referiu a ele: 
"Suas grandes preocupações, como intérprete: o som e o fraseio musical, ambos estes elementos se coordenavam, eram fundidos pela sensibilidade do artista, alcançando a forma perfeita, a que vem envolta em beleza, que acaricia e empolga. Sua obra como compositor, por outro lado, atesta suas qualidades criadoras. Transpôs para a pauta musical uma boa parte da riqueza do nosso folclore, que conhecia pelo contato direto com as populações da campanha rio-grandense. Mas foi, principalmente, um inventor de melodias, um pesquisador de sonoridades. [...] Numa linguagem musical simples — expressão de um gosto exigente — Natho vazou sua lírica, sua musicalidade, seu ímpeto artístico. E por tão bem ter sabido interpretar a terra natal, a obra que produziu perdurará, como perduram, na alma do povo, as histórias e gestos, seus heróis e seus cantores".
Apesar de atualmente ter caído em relativo esquecimento, sua produção tem recebido a atenção de pianistas consagrados como Miguel Proença, que foi seu aluno, e Olinda Alessandrini.